# 土岭站 (咸镜南道)
土嶺站（韓語：토령역）是朝鮮民主主義人民共和國咸鏡南道水洞郡的一個鐵路車站，属于平罗线。

## 邻近车站
平罗线
耀德站 - 土嶺站 - 文筆站